# Черняків
Черня́ків — село в Україні, у Вовчанській міській громаді Чугуївського району Харківської області. Населення становить 18 осіб. До 2020 орган місцевого самоврядування — Різниківська сільська рада.

## Географія
Село Черняків розташоване за 3 км від кордону з Росією, на початку балки Бударівський Яр, примикає до села Лошакове, по селу протікає кілька пересихаючих струмків на яких зроблені загати.

## Історія
12 червня 2020 року, відповідно до Розпорядження Кабінету Міністрів України  № 725-р «Про визначення адміністративних центрів та затвердження територій територіальних громад Харківської області», увійшло до складу Вовчанської міської громади.
19 липня 2020 року, в результаті адміністративно-територіальної реформи та ліквідації Вовчанського району, село увійшло до складу Чугуївського району.

## Відомі люди

### Народилися
- Будянський Василь Іванович (1942—2018) — Заслужений артист України. Драматург, поет, театральний актор, дослідник історії давньої літератури, української етнопедагогіки.